# 笹山純平
　純平 （じゅんぺい、10月22日 - ）は日本の俳優である。
サンミュージック東京所属。大阪府東大阪市出身。血液型A型。出身。身長174cm。双子の兄弟である笹山哲平と共に芸能活動している。

## 出演

### テレビドラマ
- ごくせん 卒業スペシャル'09（2009年3月28日、日本テレビ）
- 大切なことはすべて君が教えてくれた（2011年1月 - 3月、フジテレビ） - 山田純平 役
- 理想の息子（2012年1月 - 3月、日本テレビ） - 榎本 役

### 映画
- ごくせん THE MOVIE（2009年）